# RideLondon - Surrey Classic 2017
La RideLondon - Surrey Classic 2017, sesta edizione della corsa, valevole come ventottesima prova dell'UCI World Tour 2017 categoria 1.UWT, si svolse il 30 luglio 2017 su un percorso di 185,9 km, con partenza e arrivo a Londra, nel Regno Unito. La vittoria fu appannaggio del norvegese Alexander Kristoff, che terminò la gara in 4h05'41" alla media di 45,400 km/h, precedendo il danese Magnus Cort Nielsen e l'australiano Michael Matthews.
Al traguardo di Londra 106 ciclisti, sui 150 alla partenza, portarono a termine la competizione.

## Squadre e corridori partecipanti
| N.      | Cod. | Squadra                       |
| ------- | ---- | ----------------------------- |
| 1-7     | QST  | Quick-Step Floors             |
| 11-17   | BOH  | Bora-Hansgrohe                |
| 21-27   | ORS  | Orica-Scott                   |
| 31-37   | SVB  | Sport Vlaanderen-Baloise      |
| 41-47   | KAT  | Team Katusha-Alpecin          |
| 51-57   | SUN  | Team Sunweb                   |
| 61-65   | CJR  | Caja Rural-Seguros RGA        |
| 71-77   | UAD  | UAE Team Emirates             |
| 81-87   | WIL  | Wilier Triestina-Selle Italia |
| 91-97   | BMC  | BMC Racing Team               |
| 101-107 | ANS  | Androni-Sidermec-Bottecchia   |

| N.      | Cod. | Squadra                |
| ------- | ---- | ---------------------- |
| 111-117 | SKY  | Team Sky               |
| 121-127 | ICA  | Israel Cycling Academy |
| 131-137 | CDT  | Cannondale-Drapac      |
| 141-147 | ABS  | Aqua Blue Sport        |
| 151-157 | LTS  | Lotto-Soudal           |
| 161-166 | DDD  | Team Dimension Data    |
| 171-177 | WGG  | Wanty-Groupe Gobert    |
| 181-187 | TFS  | Trek-Segafredo         |
| 191-197 | CCC  | CCC Sprandi Polkowice  |
| 201-207 | TLJ  | Team Lotto NL-Jumbo    |
| 211-217 | ALM  | AG2R La Mondiale       |

## Ordine d'arrivo (Top 10)
| Pos. | Corridore           | Squadra    | Tempo    |
| ---- | ------------------- | ---------- | -------- |
| 1    | Alexander Kristoff  | Katusha    | 4h05'41" |
| 2    | Magnus Cort Nielsen | Orica      | s.t.     |
| 3    | Michael Matthews    | Sunweb     | s.t.     |
| 4    | Sep Vanmarcke       | Lotto NL   | s.t.     |
| 5    | Wouter Wippert      | Cannondale | s.t.     |
| 6    | Jempy Drucker       | BMC        | s.t.     |
| 7    | Zakkari Dempster    | Israel     | s.t.     |
| 8    | Sam Bennett         | Bora       | s.t.     |
| 9    | Rudy Barbier        | AG2R       | s.t.     |
| 10   | Oliver Naesen       | AG2R       | s.t.     |